# Alberto Ullastres Calvo
Alberto Ullastres Calvo (Madrid, 15 de gener de 1914 - Madrid, 15 de novembre de 2001) va ser un economista i polític espanyol, ministre de Comerç i primer representant d'Espanya davant les Comunitats Europees durant el franquisme.

## Biografia
Va estudiar Dret i Professorat Mercantil en la Universitat Complutense de Madrid, on, com a estudiant, va arribar a ser directiu de les Joventuts del partit confessional catòlic Acción Nacional. Durant la Guerra Civil Espanyola es va allistar com a alferes provisional en l'Arma d'Enginyers del bàndol nacional, actuant en els fronts d'Astúries, Aragó, Llevant i en la 83 Divisió del Cos d'exèrcit de Galícia mostrant intrepidesa i valor, com demostren les condecoracions que va obtenir: la Medalla de la Campanya, la Creu Vermella del Mèrit Militar, la Creu Guerrera, la Medalla del Setge d'Oviedo i citacions com a distingit en l'ordre del dia durant la batalla de Nules (1938).

### El professor universitari
Després de la Guerra Civil Espanyola va aconseguir el grau de doctor en Dret per la Universitat de Madrid amb una memòria sobre Las ideas económicas de Juan de Mariana, defensada el 2 de juny de 1944. Catedràtic d'Economia Política i Hisenda Pública des de 1948, i més endavant, d'Història Econòmica en la Facultat de Ciències Polítiques i Econòmiques de la Universitat Complutense de Madrid. Va formar part del consell de redacció de Revista de Economía Política del Instituto de Estudios Políticos espanyol.

### Ministre de Comerç
Catòlic de creences profundes (pertanyia a l'Opus Dei des de 1940), va ser ministre de Comerç des del 25 de febrer de 1957 al 7 de juliol de 1965, en el vuitè i novè govern de Francisco Franco Bahamonde. El 1959, juntament amb Mariano Navarro Rubio, va dur a terme el Pla Nacional d'Estabilització Econòmica, que ha estat qualificat com el conjunt més coherent de mesures de política econòmica nacional de les últimes dècades. Els seus resultats a partir de 1961 van ser molt positius: segons Joan Sardà, catedràtic de la Universitat de Barcelona, les seves accions van produir efectes immediats i espectaculars per treure a Espanya del seu autarquisme i van donar a Ullastres gran prestigi. El Pla va suposar el trànsit de l'autarquia econòmica a l'alliberament i internacionalització de l'economia espanyola. Va ser el primer titular de Comerç que va entaular relacions amb la Comunitat Econòmica Europea (CEE). Durant el seu mandat, Espanya va ingressar en el Fons Monetari Internacional, en el GATT, en el Banc Mundial i en l'OECE (avui, l'Organització per a la Cooperació i el Desenvolupament Econòmic).

### Ambaixador a Europa
El 1965 va ser nomenat ambaixador d'Espanya davant les Comunitats Europees (la CEE, la Comunitat Europea de l'Energia Atòmica i la Comunitat Europea del Carbó i de l'Acer), on es va mantenir fins a 1976. Després de complexíssimes negociacions va aconseguir l'Acord Econòmic Preferencial entre l'Estat Espanyol i la CEE de 1970, del que Enrique Fuentes Quintana va assenyalar en alguna ocasió, amb frase col·loquial ben expressiva, que gràcies a l'Acord Preferencial, Espanya va entrar a Europa, mentre que després de l'Acta d'Adhesió d'Espanya a les Comunitats Europees de 1985, Europa va entrar a Espanya.
A partir de 1977 va ser promotor i director dels Cursos sobre la Unió Europea organitzats per la Secretaria d'Estat per a la Unió Europea del Ministeri d'Afers Exteriors d'Espanya, a través de l'Escola Diplomàtica, en els quals s'han format en temes europeus nombrosos diplomàtics i altres experts.

### Activitat privada
Des de 1986, Alberto Ullastres Calvo es va dedicar a l'activitat privada, exercint la funció de "Defensor del client" del Banco de Bilbao. Després de la fusió del Bilbao amb el Banc de Biscaia el 1988, va continuar ocupant el mateix càrrec en la nova entitat fins a 1995.
Va ser un estudiós de les doctrines econòmiques de l'Escola de Salamanca dels segles xvi i xvii, i en particular de Juan de Mariana (en la seva tesi va estudiar la teoria sobre la mutació monetària del Pare Mariana), i de Martín de Azpilcueta (amb José Manuel Pérez-Prendes i Luciano Pereña va fer una edició i text crític del seu Comentario resolutorio de cambios).

## Obres
Publicà Apuntes de historia económica universal (1945) com a part de la seva obra docent, i Política comercial española (1963) i participà en el llibre col·lectiu Acceso al mercado común (1976). Traduí al castellà El florecimiento del capitalismo y otros ensayos de historia económica (1948) d'Earl Jefferson Hamilton.